# Saint-Georges-Montcocq
Saint-Georges-Montcocq è un comune francese di 886 abitanti situato nel dipartimento della Manica nella regione della Normandia.

## Società

### Evoluzione demografica
Abitanti censiti